# T.V. Tango
T.V. Tango est un court métrage d'animation réalisé par Martine Chartrand. Le film, sorti en 1992, fait partie de la série Droits au cœur produite par l'Office national du film du Canada, pour laquelle il illustre le droit des enfants à profiter de loisirs sains, inspiré par la Convention relative aux droits de l'enfant.

## Synopsis
Quatre enfants subissent l'influence de télévision puis prennent l'initiative de s'en détacher en inventant leurs propres jeux.

## Fiche technique
- Réalisation, scénario, animation : Martine Chartrand
- Production : Thérèse Descary
- Société de production : Office national du Film du Canada
- Musique : Denis Larochelle
- Bruitage : Jérôme Décarie
- Caméra : Jacques Avoine
- Montage : Suzanne Allard
- Pays d'origine :  Canada
- Genre : Film pour enfants
- Date de sortie : 1992
- Durée : 3 min 44 s

## Prix et récompenses
- 1992 : Mention spéciale, Festival international d'animation, Ottawa, Canada
- 1993 : Prix pour la créativité individuelle, Festival international du film de Chicago, États-Unis
- 1993 : Prix « Droits de l'enfant - UNICEF », Festival international du film de Chicago, États-Unis
- 1993 : Meilleur film, Black International Cinema, Berlin, Allemagne[4]
- 1993 : Prix Hermina Tyrlova, Zlín Film Festival, Zlin, République tchèque
- 1997 : Prix du festival du film de Giffoni pour les 3 volets de la Collection Droits au Cœur, Giffoni, Italie